# Tetratoma concolor
Tetratoma concolor är en skalbaggsart som beskrevs av Leconte 1879. Tetratoma concolor ingår i släktet Tetratoma och familjen skinnsvampbaggar. Inga underarter finns listade i Catalogue of Life.